# Грищенко, Олег Васильевич
Олег Васильевич Гри́щенко (1966 — 2017) — российский политик. 
Депутат Государственной Думы Федерального собрания Российской Федерации VII созыва (с 5 октября 2016 по 17 июня 2017 года).

## Биография
Родился 10 августа 1966 года в городе Саратове, в семье рабочих.

### Образование
- В 1985 году окончил Саратовский монтажный техникум по специальности «техник-технолог».
- В 1998 году окончил Саратовский коммерческий институт МГУК.
- В 2007 году окончил Саратовскую государственную академию права. С 2002 по 2006 год проходил обучение в аспирантуре при кафедре экономики и управления внешней экономической деятельности СГСЭУ. В 2006 году успешно защитил диссертацию на соискание учёной степени кандидата экономических наук на специализированном совете при Санкт-Петербургском государственном университете экономики и финансов. В 2007 году президиум ВАК утвердил эту ученую степень.

### Карьера
- В 1985—1987 годах проходил срочную службу в рядах Вооружённых сил.
- С 1987 по 1993 г. работал пожарным в ВПО УВД.
- С 1993 года его трудовая биография связана с Саратовским подшипниковым заводом.
- С 2000 года состоял в должности заместителя генерального директора ОАО СПЗ по коммерческой политике и развитию.
- С 2003 по 2005 годы работал генеральным директором ОАО «Саратовский подшипниковый завод». Под его руководством на ОАО СПЗ принят ряд мер по подготовке реконструкции завода, его техническому перевооружению Принята концепция развития и конкурентной борьбы предприятия на 2005—2010 г.г.
- В 2004—2005 г.г. О. В. Грищенко являлся депутатом Саратовской областной Думы 3 созыва по Заводскому избирательному округу № 3.
- С августа 2005 года являлся первым заместителем главы администрации г. Саратова, с декабря 2005 года исполнял обязанности главы администрации — мэра города. В марте 2006 года избран депутатом Саратовской городской Думы и главой г. Саратова. 22 марта 2011 года депутатами Саратовской городской Думы 4 созыва переизбран на должность главы МО «Город Саратов».
- В 2011 году прошёл по федеральному списку кандидатов в депутаты Государственной Думы Федерального Собрания РФ 6 созыва, но депутатский мандат уступил С. В. Канчеру.[2]
- 3 июля 2016 года избран секретарём Саратовского регионального отделения ВПП «Единая Россия», до этого с мая исполнявший его обязанности. В сентябре 2016 года был избран депутатом Государственной Думы Федерального Собрания Российской Федерации 7 созыва от Саратовского одномандатного избирательного округа 163.

Умер 17 июня 2017 года после тяжёлой продолжительной болезни.
Прощальная церемония и похороны состоялись 18 июня в городе Саратове.

## Семья
- вдова — Елена Грищенко, трое детей, пятеро внуков [1].